# Elżbieta Wierniuk
Elżbieta Wierniuk. później Jóźwiak i Mironowicz (ur. 16 marca 1951 w Jaworze, zm. 16 września 2017) – polska skoczkini do wody, olimpijka z Meksyku 1968 i Monachium 1972.
Brązowa medalistka Uniwersjady w 1970 roku w skokach z trampoliny 3-metrowej. Wielokrotna mistrzyni Polski.
Na igrzyskach w roku 1968 zajęła 11. miejsce w skokach z trampoliny 3-metrowej i 15. miejsce w skokach z wieży. Na igrzyskach w roku 1972 zajęła 8. miejsce w skokach z trampoliny 3-metrowej i 11. miejsce w skokach z wieży.